# Запис Миљковића крушка (Плажане)
Запис Миљковића крушка (Плажане) се налази на парцели чији је власник Миљковић Драган.

## Локација
| Општина             | Деспотовац                                                       |
| Катастарска општина | Плажане                                                          |
| Потес               | Венац                                                            |
| Координате          | 44° 08′ 50″ С; 21° 24′ 19″ И / 44.147100000000002° С; 21.4053° И |
| Надморска висина    | 216m                                                             |

## Карактеристике
Дендрометријске вредности утврђене на терену и сателитским снимцима:
| Стабло                     | Крушка |
| Висина стабла              | m      |
| Обим дебла                 | m      |
| Пречник крошње             | 11m    |
| Пречник дебла              | m      |
| Висина дебла до прве гране | m      |

## База записа
Запис је у оквиру Викимедија пројекта "Запис - Свето дрво" заведен под редним бројем 0439.